# Ü̱
Ü̱ (minuscule : ü̱), appelé U tréma macron souscrit, est une lettre latine utilisée dans l’écriture du bongo, du ticuna. Il s’agit de la lettre U diacritée d’un tréma et d’un macron souscrit.

## Utilisation
En ticuna, le U tréma macron souscrit ‹ ü̱ › est utilisé pour représenter voyelle fermée centrale non arrondie laryngalisée [ɨ̰].

## Usage informatique
Le U tréma macron souscrit peut être représenté avec les caractères Unicode suivants : 
- précomposé et normalisé NFC (supplément latin-1, diacritiques) :

| formes    | représentations | chaînes de caractères | points de code | descriptions                                                |
| --------- | --------------- | --------------------- | -------------- | ----------------------------------------------------------- |
| capitale  | Ü̱               | Ü◌̱                    | U+00DC U+0331  | lettre majuscule latine u tréma diacritique macron souscrit |
| minuscule | ü̱               | ü◌̱                    | U+00FC U+0331  | lettre minuscule latine u tréma diacritique macron souscrit |

- décomposé et normalisé NFD (latin de base, diacritiques) :

| formes    | représentations | chaînes de caractères | points de code       | descriptions                                                            |
| --------- | --------------- | --------------------- | -------------------- | ----------------------------------------------------------------------- |
| capitale  | Ü̱               | U◌̱◌̈                   | U+0055 U+0331 U+0308 | lettre majuscule latine u diacritique macron souscrit diacritique tréma |
| minuscule | ü̱               | u◌̱◌̈                   | U+0075 U+0331 U+0308 | lettre minuscule latine u diacritique macron souscrit diacritique tréma |